# Малый флот
Малый флот — исторический термин теории военно-морского искусства, под которым подразумевался флот, имеющий в своём составе в основном небольшие корабли и уступающий противнику прежде всего в линейных кораблях. Термин появился в начале XX века и отражал поиски способов борьбы лёгкими силами флота против отдельных групп крупных кораблей противника, нарушения его коммуникаций и защиты своего побережья.

## Развитие теории малого флота в СССР
Теория «Малого флота» в 1920-е—1930-е годы была принята в СССР в качестве официальной военно-морской доктрины. На её основе были разработаны кораблестроительные программы 1926, 1929, 1933 годов, предусматривавшие в первую очередь строительство подводных лодок и торпедных катеров, и в последнюю — крейсеров, эскадренных миноносцев и лидеров эскадренных миноносцев. Строительство линкоров, линейных и тяжёлых крейсеров для ВМФ СССР они не предусматривали.
В 1936 году была принята программа строительства советского «Большого морского и океанского флота», сменившая доктрину «Малого флота». Её реализация началась в 1938 году.